# Карашица
Карашица (хорв. Karašica) — река в восточной Хорватии, правый приток Дравы (бассейн Дуная и Чёрного моря).
Длина реки — 91 км, площадь бассейна — 936 км².
Крупнейший приток Карашицы — Вучица.
Питание — снегодождевое с подъёмом уровня воды в конце весны и осенью.
Карашица берёт начало на юго-востоке от Чаджявицы от потока Вочинска, вытекающего из-под подножия Папука и села Войловица. Течёт параллельно с Дравой, которая течёт на восток от Петриевцев.
На Карашице стоит город Валпово.
В среднем течении и низовьях Карашицы и Вучицы осуществляются гидромелиоративные работы для борьбы с наводнениями.